# البهائية في باراغواي
بدأت البهائية في باراجواي بعد أن ذكرها عبد البهاء، رئيس الديانة آنذاك، في عام 1916. كانت الباراغوايانية ماريا كاساتي أول من انضم إلى الدين في عام 1939 عندما كانت تعيش في بوينس آيرس. كانت إليزابيث تشيني أول رائدة تستقر في باراجواي في أوائل عام 1940 وانتخبت أول جمعية روحية محلية بهائية في أسونسيون في عام 1944. بحلول عام 1961، انتخب البهائيون الباراغوايانيون أول جمعية روحية وطنية، وبحلول عام 1963 كان هناك ثلاث جمعيات محلية بالإضافة إلى مجتمعات أخرى. تشير التقديرات الأخيرة لعدد البهائيين إلى 5500 أو 10600 على الرغم من أن تعداد الولاية لا يذكر البهائيين.

## ألواح عبد البهاء للخطة الإلهية
كتب عبد البهاء، ابن مؤسس الدين، سلسلة من الرسائل، أو الألواح، إلى أتباع الدين في الولايات المتحدة في عامي 1916 و1917؛ وقد تم تجميع هذه الرسائل معًا في كتاب بعنوان ألواح الخطة الإلهية. كانت اللوحة السادسة هي الأولى التي تذكر مناطق أمريكا اللاتينية، وقد كتبت في 8 أبريل/نيسان 1916، ولكن تأخر تقديمها في الولايات المتحدة حتى عام 1919 بعد نهاية الحرب العالمية الأولى والإنفلونزا الإسبانية. كانت الإجراءات الأولى التي اتخذتها الجماعة البهائية تجاه أمريكا اللاتينية هي تلك التي قام بها عدد قليل من الأفراد الذين قاموا برحلات إلى المكسيك وأمريكا الجنوبية قبل أو قبل ذلك في عام 1919 دون جدوى، بما في ذلك السيد والسيدة فرانكلاند، وروي سي. فيلهلم، ومارثا روت. بدأت رحلات روت، والتي ربما كانت أول رحلة بهائية إلى المنطقة، في صيف عام 1919 - حيث توقفت أولاً في البرازيل ثم بلدان أخرى قبل الانطلاق لعبور جبال الأنديز إلى تشيلي في الشتاء. تمت ترجمة اللوح السادس وتقديمه من قبل ميرزا أحمد سهراب في 4 أبريل 1919، ونشر في مجلة نجم الغرب في 12 ديسمبر 1919.
يقول قداسة المسيح : سافروا إلى شرق العالم وغربه، وادعوا الناس إلى ملكوت الله. وأولوا أهمية كبيرة للسكان الأصليين في أمريكا. جمهوريات قارة أمريكا الجنوبية - كولومبيا، الإكوادور، بيرو، البرازيل، غيانا، بوليفيا، تشيلي، الأرجنتين، أوروغواي، باراغواي، فنزويلا ؛ وكذلك الجزر الواقعة شمال وشرق وغرب أمريكا الجنوبية، مثل جزر فوكلاند، جزر غالاباغوس، خوان فرنانديز، توباغو، وترينيداد."
وبعد إصدار هذه الألواح ثم وفاة عبد البهاء في عام 1921، بدأ عدد قليل من البهائيين في الانتقال إلى أمريكا اللاتينية أو زيارتها على الأقل.

### خطة السنوات السبع والعقود التالية
كتب شوقي أفندي، رئيس الدين بعد وفاة عبد البهاء، برقية في الأول من مايو عام 1936 إلى المؤتمر البهائي السنوي للولايات المتحدة وكندا، وطلب البدء في التنفيذ المنهجي لرؤية عبد البهاء. وكتب في برقيته:
نداء إلى المندوبين المجتمعين للتأمل في النداء التاريخي الذي أطلقه عبد البهاء في ألواح الخطة الإلهية. حث على إجراء مناقشة جادة مع الجمعية الوطنية القادمة لضمان تحقيقها بشكل كامل. القرن الأول من العصر البهائي يقترب من نهايته. إن الإنسانية تدخل إلى المرحلة الأكثر خطورة في حياتها. فرص الساعة الحالية ثمينة بشكل لا يمكن تصوره. نسأل الله أن تتقبل كل ولاية في الجمهورية الأمريكية وكل جمهورية في القارة الأمريكية قبل نهاية هذا القرن المجيد نور دين بهاءالله وتضع الأساس الهيكلي لنظامه العالمي.
وبعد برقية الأول من مايو، جاءت برقية أخرى من شوقي أفندي في التاسع عشر من مايو تدعو إلى إنشاء رواد دائمين في جميع بلدان أمريكا اللاتينية. وقد عين المجلس الروحي الوطني البهائي للولايات المتحدة وكندا لجنة مشتركة بين الأمريكتين لتتولى مسؤولية الاستعدادات. خلال المؤتمر البهائي لأمريكا الشمالية عام 1937، أرسل شوقي أفندي برقية نصح فيها المؤتمر بإطالة مداولاتهم للسماح للمندوبين والجمعية الوطنية بالتشاور حول خطة من شأنها تمكين البهائيين من الذهاب إلى أمريكا اللاتينية بالإضافة إلى تضمين استكمال الهيكل الخارجي لبيت العبادة البهائي في ويلميت، إلينوي. في عام 1937، أعطت الخطة السبعية الأولى (1937-1944)، وهي خطة دولية صممها شوقي أفندي، البهائيين الأميركيين هدف إقامة الدين البهائي في كل دولة في أميركا اللاتينية. مع انتشار البهائيين الأميركيين في أميركا اللاتينية، بدأت المجتمعات البهائية والجمعيات الروحية المحلية بالتشكل في عام 1938 في بقية أنحاء أميركا اللاتينية.

### التأسيس
التقت الباراغوايانية ماريا كاساتي ببعض هؤلاء البهائيين في بوينس آيرس، الأرجنتين، وتحولت إلى الديانة في عام 1939. وكان أول رائد يصل إلى باراجواي هي إليزابيث تشيني في ديسمبر 1940. تقول تشيني أن العديد من الأشخاص الذين اعتقدت أنها تعرفت عليهم كانوا في السجن عندما وصلت. ومع ذلك، ومن خلال الكلام المتناقل من عدد قليل، تمكنت من جمع مجموعة من 30 شخصًا من ذوي المكانة الاجتماعية والمهتمين بالسلام العالمي الذين ذكروا الدين وتجنبوا الدلالات السلبية (على سبيل المثال عن طريق استخدام كلمة عالمي مقابل دولي عند وصف نوع السلام الذي كان البهائيون مهتمين به). اجتمعت المجموعة لأول مرة بحلول يناير 1941 واجتمعت مجموعة شبابية بحلول يونيو على الرغم من الاضطرابات الاجتماعية في الفترة التي سبقت الحرب العالمية الثانية والرئيس مورينيجو. في الواقع، كانت تشيني قد استأجرت شقتها من السيدة. ليونار دي مورينيجو الذي شاركته المبادئ البهائية لمعرفة نوع الاجتماعات التي ستقام - والذي بدوره دافع عن الدين من الاتهامات بحلول شهر سبتمبر من قبل كاهن كاثوليكي محلي. ولم تسع تشيني إلى الحصول على الدعاية بسبب الصراع الاجتماعي الدائر هناك وتجربتها مع الأحداث في الأرجنتين. وأكدت أيضًا على الإخلاص والصبر والصفة العالمية لإظهار الحب لجميع الناس لتشجيع ذلك بين المجموعة والحذر من إظهار أي شعور بالتفوق سواء من القومية أو الوعي الذاتي بدور إيصال الدين للناس. وبحلول 15 سبتمبر/أيلول، أبدى عدد من البالغين اهتمامهم بالمشاركة في فصل دراسي آخر حول الدين. كما بدأ تشيني أيضًا دروس اللغة الإنجليزية على غرار نصيحة ليديا زامنهوف، بالإضافة إلى استخدام القصص حول الدين كوسيلة لتعلم اللغة بالإضافة إلى الاجتماعات المباشرة لأولئك الذين يرغبون في معرفة المزيد عن الدين. حضر أحد أعضاء المجموعة مؤتمرًا دوليًا للتعليم التقدمي في أكتوبر في الولايات المتحدة ومن خلال الاتصال مع تشيني تمت دعوته إلى مدرسة لوهيلين البهائية. ولكن في شهر نوفمبر أصيب تشيني بالمرض وغادر باراجواي. عند عودتها إلى الولايات المتحدة، بدأت العمل في اجتماعات سباق الصداقة مع لويس جي جريجوري ودوروثي بيتشر بيكر والنشر.

### نمو
دعا شوقي أفندي إلى تعزيز المجتمع بشكل أكبر في عام 1943 وكان أول من عاد إلى باراجواي هي جيرترود إيزنبرج في ربيع عام 1943. وكان الرائد التالي هو فرجينيا أوربيسون في سبتمبر 1943 بعد المساعدة في تأسيس جمعية روحية محلية بهائية في تشيلي. عندما وصل أوربيسون بالإضافة إلى أيزنبرج كان هناك بهائي آخر من المجموعة كان قد اعترف بنفسه بالفعل كبهائي في هذه الأثناء واثنان آخران من المجموعة الأصلية اعتنقوا البهائية في الاجتماع الأول الذي حضره أوربيسون في سبتمبر. انتخب أول محفل روحاني محلي بهائي في باراجواي في أسونسيون في عام 1944. عُقد مؤتمر أمريكي عام 1944، وكان الممثل دون روكي سنتوريون ميراندا، الذي يُعد أول بهائي في باراجواي، مندوبًا، (وتمكنت تشيني من زيارة المؤتمر.) عادت تشيني إلى باراجواي عام 1945 لتجد مجتمعًا مكونًا من 26 بهائيًا، لذا انتقلت إلى نيكاراجوا في أكتوبر وانتقل أيزنبرج في نوفمبر. عينت لجنة إقليمية للإشراف على الرواد في عام 1946، لجنة لتشيلي والأرجنتين وأوروغواي وباراغواي معًا. أقيم أول مؤتمر بهائي لأمريكا الجنوبية في بوينس آيرس في نوفمبر 1946 بحضور الممثلين ر. سنتوريون ميراندا وجوزفين بلا من باراجواي.

### إصلاح المجتمع الباراغواياني
وبأثر رجعي، كان الهدف المعلن للجنة الإقليمية هو تسهيل التحول في توازن الأدوار من التوجيه في أمريكا الشمالية والتعاون في أمريكا اللاتينية إلى التوجيه في أمريكا الشمالية والتعاون في أمريكا اللاتينية. وكانت العملية جارية على قدم وساق بحلول عام 1950، وكان من المقرر تنفيذها حوالي عام 1953. بحلول عام 1950، كان لا يزال هناك اجتماع في أسونسيون. ومع ذلك، بحلول نوفمبر 1950، نقلت شيلا رايس-راي جهودها الرائدة إلى باراجواي في عام 1950 حيث عقدت انتخابات طارئة لملء الشواغر لضمان التمثيل في أول مؤتمر بهائي لأمريكا الجنوبية. تمكنت رايس واي من "إعادة تنشيط" أعضاء مجتمع أسونسيون. وانضم إليها أيضًا إستيبان كاناليس في نوفمبر. كان كل من رايس واي وكاناليس مندوبين في مؤتمر أمريكا الجنوبية لانتخاب الجمعية الإقليمية. عندما تم انتخاب الجمعية الوطنية الإقليمية لأمريكا الجنوبية في عام 1951، كان من بين أعضائها الباراغواياني إستيبان كاناليس. في عام 1953، ترجم الأدب البهائي إلى اللغة الغوارانية. في أغسطس 1954 وصلت إيلين سيمز باعتبارها رائدة أخرى إلى باراجواي. في نوفمبر 1955، خصص البهائيون في باراجواي مقرهم البهائي الدائم ببرنامج مدته ساعة مع محادثات باللغة الغوارانية والإسبانية والإنجليزية، وشرائح وصور للمباني البهائية والأضرحة حول العالم، وعروض الكتب.

## النمو المستمر
أعيد تنظيم الجمعية الإقليمية في عام 1957 لتتكون من تشيلي والأرجنتين وأوروغواي وباراغواي وبوليفيا. وكان من بين أعضائها ميراندا من باراجواي وشهد عام 1958 أول مدرسة صيفية بهائية. وقد جمع مؤتمر عام 1958 أربعة وعشرين مندوبًا في أسونسيون من البلدان الخمسة، بما في ذلك المندوبون من السود والبيض والهنود، فضلاً عن الرواد الأوروبيين والأمريكيين. الأعضاء المنتخبون في الجمعية الوطنية الإقليمية هم خوسيه ميلنيك، وأثاس كوستاس، وسلفادور تورما، وروبرتو كازكارا، وروكي سنتوريون ميراندا، وإلسي كازكارا، وفابيان غيلون، وماري بيندا، وإلين سيمز. وشهد عام 1958 أيضًا شراء الأرض لاستضافة معبد البهائيين في باراجواي يومًا ما. شهد عام 1960 انتخاب الجمعية المحلية لمدينة إنكارناسيون. وشهد عام 1960 أيضًا الزيارة الأولى ليد القضية، الدكتور هيرمان جروسمان. في عام 1961 انتخبت كل دولة من دول الجمعية الإقليمية جمعيتها الروحية الوطنية الخاصة بها. شهد المؤتمر الوطني في باراغواي يد القضية الدكتور رامات الله المهاجر. وفي المؤتمر، رسم الدكتور المهاجر والمندوبون خططًا للوصول إلى السكان الهنود بالإضافة إلى طرق تعزيز المجتمعات الموجودة بالفعل. كان أعضاء أول جمعية روحية وطنية في باراغواي هم أسد الله أكبري، وكيهاموش أزامباناه، وأ. أزامباناه، وأنجيليكا إي ديولدكان، وروزا دي هاترزا، ولويس فان سترات، وريزي صن شاين، وأنيبال توريس، وفرانسيسكو هاترزا. بحلول عام 1963، كانت هناك محافل روحية محلية في أسونسيون، وكونسيبسيون، وإنكارناسيون، بالإضافة إلى مجموعة أصغر في بيدرو خوان كاباليرو، وكان من بين أعضاء المجتمع أيضًا بعض أفراد كايغوا ( كاديو ؟). انضم أول أمريكي أصلي من باراجواي، روسيندو سيغوندو، إلى الديانة في عام 1964. كان سيغوندو عضوًا في قبيلة غواراني، تشاكو. في عام 1965 بدأ الاتصال الفعلي مع قبيلة تشاكو. في عام 1966 وصل أحد رواد الباراغواي إلى موقع مستهدف، أوشوايا. بحلول عام 1968 كان هناك 8 جمعيات محلية وفي عام 1969 تحول أعضاء القبائل الناطقة بلغة تشولوبي ولينغوا إلى الدين وأول معهد هندي بالكامل في منطقة غران تشاكو الشمالية، في باراجواي مع أعضاء من غواراني، غواسورانجو (ناطق بلغة تابيتيه ) وتشولوبي الذين حضروا. في عام 1970 انضم أول عضو من قبيلة يانايجوا (وهي قبيلة أخرى تتحدث لغة تابيتيه ) إلى الدين، وفي ذلك العام كانت المرة الأولى التي يتم فيها انتخاب بهائي أصلي لعضوية الجمعية الوطنية، (في عام 1982 كان هناك ثلاثة أعضاء أصليين في الجمعية الوطنية.) وفي عام 1977 بدأت حملة إذاعية.

## المجتمع الحديث
حتى عام 1980 كان هناك رواد في باراغواي. منذ نشأتها، كان للدين دور في التنمية الاجتماعية والاقتصادية بدءًا من منح المزيد من الحرية للنساء، وترويج تعليم الإناث باعتباره أولوية، وقد تم التعبير عن هذه المشاركة عمليًا من خلال إنشاء المدارس والتعاونيات الزراعية والعيادات. في عام 1980 أنشأ المجتمع الباراغواياني 4 مدارس تدريبية (واحدة منها كانت تعمل بالفعل) في المناطق الريفية. ودخل الدين مرحلة جديدة من النشاط عندما صدرت رسالة بيت العدل الأعظم بتاريخ 20 أكتوبر 1983. وحث البهائيين على البحث عن طرق متوافقة مع التعاليم البهائية، والتي يمكنهم من خلالها المشاركة في التنمية الاجتماعية والاقتصادية للمجتمعات التي يعيشون فيها. في عام 1979، كان هناك 129 مشروعًا بهائيًا للتنمية الاجتماعية والاقتصادية معترفًا بها رسميًا في جميع أنحاء العالم. في عام 1986، أنشأ البهائيون برنامجًا للتدريب الزراعي يتضمن البذور والأدوات والتدريب. وبحلول عام 1987، ارتفع عدد مشاريع التنمية المعترف بها رسميا إلى 1482 مشروعا. تتضمن بعض الأحداث الأحدث التي قام بها البهائيون في باراغواي المشاركة في استطلاعات دولية منذ عام 1983 للاستفسار عن الأنشطة التي نُظمت خلال عقد الأمم المتحدة للمرأة لتحقيق المساواة في الحقوق والامتيازات والمسؤوليات لكلا الجنسين، بالإضافة إلى الإبلاغ عن العقبات التي واجهتها هذه المجتمعات. أشارت الردود من باراغواي إلى أن النساء شاركن "دون قيود في التشاور وصنع القرار" في الوظائف الإدارية المحلية والوطنية للمجتمع البهائي حيث "تصوت النساء ويُنتخبن". ثم استضاف المجتمع المؤتمر الدولي الأول للمرأة في باراغواي في يوليو 1988 بحضور أكثر من 100 شخص. خلال هذه الفترة، كان البهائيون ينظمون أيضًا فصولًا دراسية للأطفال. في عام 1999 أصبح خوسيه لويس جاديا عضوًا في المنتدى الدولي للبيئة. نظمت سلسلة من التجمعات الشبابية الكبيرة في عام 2000 في جميع أنحاء الأمريكتين، بدءًا من باراجواي في يناير مع التركيز على حشد الشباب لمعالجة الصراعات الاجتماعية المطولة مثل التحيز العنصري والطبقي، والفساد، والعنف، والفقر، والظلم الاجتماعي الذي تعاني منه بلدانهم. في عام 2002، قام العضو السابق في بيت العدل الأعظم ديفيد هوفمان بزيارة البهائيين في باراغواي وأشار إلى الدور المحتمل لمعاهد التدريب البهائية. وكان من بين الحاضرين في المؤتمر الإقليمي الذي دعا إليه بيت العدل الأعظم في عام 2008 والذي عقد في ساو باولو خمسة وثمانون بهائياً من باراجواي، بمن فيهم ماركوس غاليانو من أسونسيون ورومينا بي سي توريس.

### التركيبة السكانية
على الرغم من أن الوكالات المختلفة تبلغ حجم أعداد المجتمع بالآلاف، إلا أن تعداد الولاية لا يحسبها. تمت ملاحظة المجتمع في الولايات المتحدة. سجلات وزارة الخارجية. أظهرت مراجعة جمعية أرشيف بيانات الأديان لعام 2001 وجود حوالي 10600 بهائي. قدرت عملية العالم عددهم بنحو 5500 نسمة، وتشير أيضًا إلى معدل نمو لا يتعدى الإسلام، حيث يبلغ عددهم ضعف عدد المسلمين تقريبًا.

## روابط خارجية
- الجماعة البهائية في باراجواي